# Gerhard Bauer (Politiker, 1940)
Gerhard Bauer (* 13. Dezember 1940 in Wien; † 23. März 2007 in Neufeld an der Leitha) war ein österreichischer Geschäftsführer und Politiker (FPÖ/BZÖ). Bauer war zwischen 1999 und 2002 Abgeordneter zum Nationalrat.

## Leben
Gerhard Bauer besuchte von 1947 bis 1951 die Volksschule und im Anschluss bis 1956 ein Realgymnasium. Danach wechselte er an die Höhere graphische Lehr- und Versuchsanstalt, die er 1962 mit der Matura abschloss und in der Folge den Berufstitel Ingenieur. 
Bauer arbeitete von 1962 bis 1965 als Disponent und danach bis 1968 als Betriebsleiter in einer Druckerei. Nach dem Tod seines Vaters 1979 übernahm Bauer als geschäftsführender Direktor die Bertrams KG, die Produkte wie Ofen- und Zentralheizungsrohre sowie Kachel-Warmluftöfen-Fertigteile herstellte. Bauer war zudem Geschäftsführer der Richartz & Hoeller Ges.m.b.H. sowie Vorstand der Bertrams-Stiftung. Bauer war zudem als Laienrichter tätig und wurde in diesem Zusammenhang 1983 zum Kommerzialrat ernannt. 
Bauer trat 1993 in die FPÖ ein und wurde Mitglied der Bezirksleitung in der Brigittenau. 1994 wurde Bauer Mitglied der Wiener Landesleitung und Delegierter zum Bundesparteitag. Er vertrat die FPÖ von 1997 bis 1999 als Bezirksrat in der Brigittenau. Bauer war ab 1996 Kammerrat der Wirtschaftskammer und Gremialvorsteher-Stellvertreter des Eisenwarengroßhandels der Wirtschaftskammer Wien. Des Weiteren war Bauer im Ring Freiheitlicher Wirtschaftstreibender Vorstandsmitglied der Fachliste, Sektion Industrie.
Bauer vertrat die FPÖ zwischen dem 29. Oktober 1999 und dem 19. Dezember 2002 im Nationalrat. Er unterstützte Andreas Mölzer bei der Europawahl 2004 in einem „Unabhängigen Personenkomitee“, wechselte jedoch nach der Spaltung der FPÖ zum BZÖ.
Gerhard Bauer war ledig und hatte keine Kinder. 